# Witrot
Bij witrot wordt in hout lignine afgebroken. Lignine tezamen met cellulose zijn de twee hoofdbestanddelen van hout. Wanneer lignine (houtstof) wordt afgebroken, blijft in hoofdzaak cellulose over. De aangetaste boom wordt hierdoor, na enige jaren, gevoelig voor stambreuk. Bomen die aangetast zijn door witrot, pogen de aantasting te compenseren / repareren door extra hout rond de aangetaste plek aan te maken. Zodoende is een boom die aangetast is door witrot (door kenners) op afstand goed te herkennen.
Een boom die afbreekt door een witrotaantasting laat altijd lange houtvezels zien.

## Bruinrot

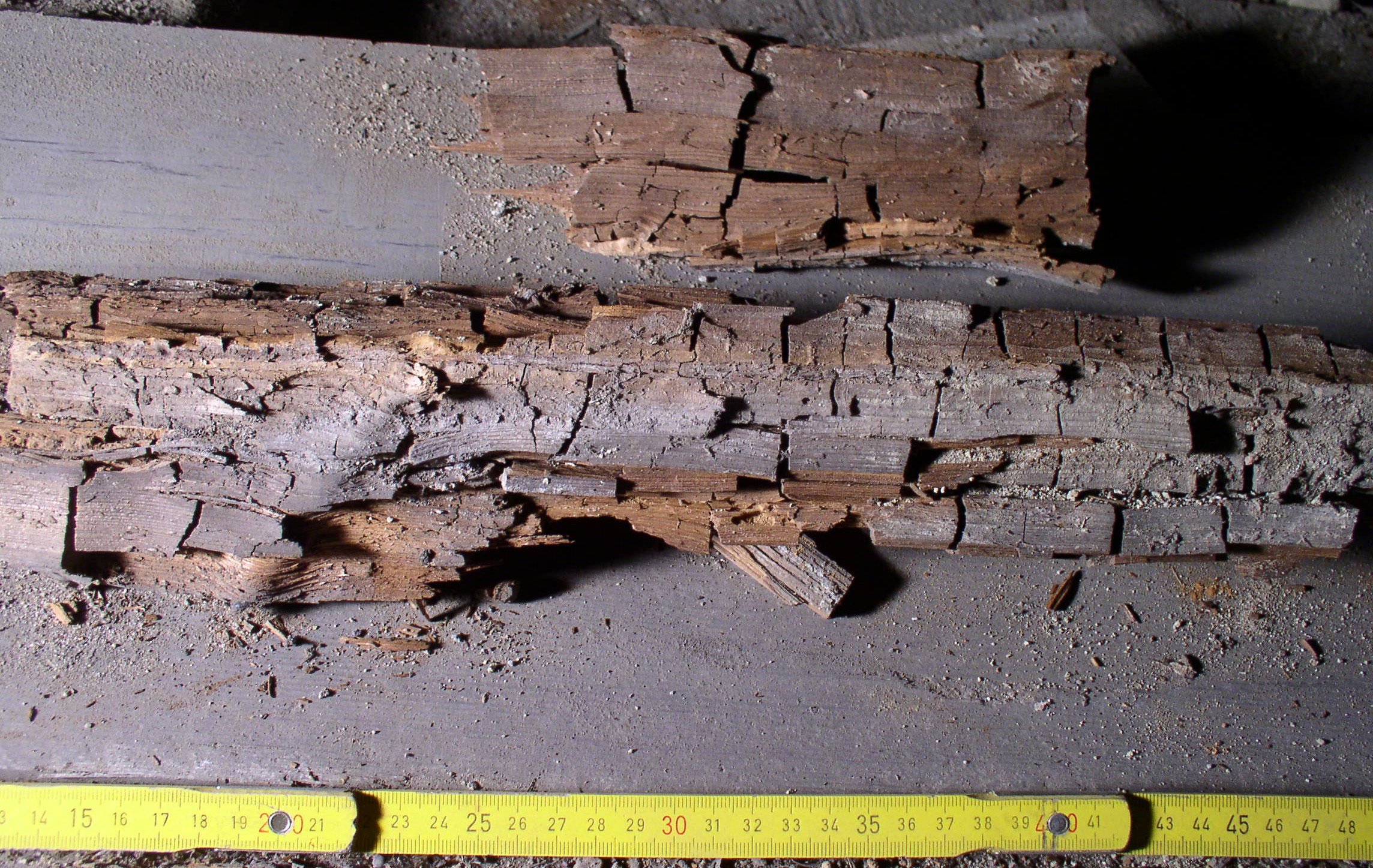
Een voorbeeld van bruinrot. Bemerk het kubische patroon door het verdwijnen van de cellulose.

Bij bruinrot wordt, in tegenstelling tot witrot, cellulose afgebroken.
In een levende boom verraadt deze vorm van houtrot zich niet tot nauwelijks. Er wordt geen compensatieweefsel aangemaakt. Daardoor is bruinrot van buitenaf ook niet tot nauwelijks te herkennen, anders dan door het zien van vruchtlichamen van zwammen. De aangetaste boom kan ogenschijnlijk spontaan afbreken. Het breukvlak lijkt op een breukvlak van keramiek. Vandaar de term 'keramisch breukvlak'. 
Bruinrot wordt ook wel kubisch rot genoemd.
Witrot en bruinrot kunnen zowel in bruine als witte kleur voorkomen.